# Bryce Cotton
Bryce Cotton (nacido el 11 de agosto de 1992 en Tucson, Arizona) es un jugador de baloncesto estadounidense. Cotton jugó baloncesto universitario para los Providence Friars. Con 1,85 metros de estatura, juega en la posición de base. Actualmente pertenede a la plantilla del Perth Wildcats de la NBL Australia.

## Trayectoria deportiva

### Instituto
Cotton asistió al instituto Palo Verde High School en su ciudad natal de Tucson, Arizona. En su última temporada como "senior", promedió 23,6 puntos, 7,5 rebotes, y 4,0 asistencias en una temporada donde su equipo logró un récord de 24-7 y llegó a las semifinales estatales 4A. Por sus actuaciones, Cotton ganó los honores de mejor quinteto de la ciudad y mejor quinteto estatal en 2010. A pesar de su sólida última temporada y carrera de instituto, Cotton no fue evaluado por ESPN, Rivals, o Scout.

### Universidad
El 2 de septiembre de 2010, se anunció que Cotton había sido reclutado por los Providence Friars. Cotton jugó en 32 partidos en su primera temporada como "freshman", incluyendo uno como titular, y un promedió de sólo 4 puntos. La temporada siguiente, Cotton fue nombrado titular, tuvo más protagonismo y mejoró su promedio de anotación a 14,3 puntos. En su tercer año como "junior", Cotton fue el máximo anotador de la Big East Conference, promediando 19,4 puntos por partido. Por sus esfuerzos, Cotton fue nombrado en el mejor quinteto de la Big East Conference.
En su cuarta y última campaña como "senior", fue nombrado jugador de la semana de la Big East Conference el 20 de enero de 2014, después de promediar 22 puntos, 6 rebotes y 7 asistencias en dos victorias sobre St. John's y Creighton. El 13 de febrero de 2014, Cotton fue parte de la lista de los mejores 30 candidatos de media temporada para el premio Naismith al Jugador Universitario del Año. Los Friars terminaron la temporada con 20-11 con una marca de 10-8 en la conferencia que resultó en el cuarto lugar en el Torneo de la Big East Conference de 2014. Los Friars ganaron el título del torneo, el primero desde 1994, con un promedio de 17,7 puntos, 2,7 rebotes y 5 asistencias de Cotton ganó el premio MVP del torneo. Al ser campeones de la conferencia, los Friars fueron auto-candidato para el torneo nacional, el primer y el único torneo de aparición de la carrera de Cotton. A pesar de la colaboración de 36 puntos, 5 rebotes y 8 asistencias, Cotton y los Friars fueron derrotados en su primer partido contra los North Carolina Tar Heels por 77-79, terminando con eficiencia la carrera universitaria de Cotton.

### Profesional
Después de no ser elegido en el Draft de la NBA de 2014, el 7 de julio de 2014, firmó con los San Antonio Spurs y se unió a ellos para disputar la NBA Summer League 2014. El 23 de octubre de 2014, fue descartado por los Spurs. Después de ser cortado por San Antonio, fue adquirido por los Austin Spurs como un jugador afiliado. En febrero de 2015 fue elegido para el All-Star Game de la NBA Development League de 2015.
El 24 de febrero de 2015 firmó un contrato de diez días con los Utah Jazz. El 6 de marzo de 2015 firmó el segundo contrato de diez días con los Jazz, firmado el contrato definitivo con los Jazz el 16 del mes de marzo. El 20 de octubre de 2015 fue cortado por los Jazz.

## Estadísticas de su carrera en la NBA

### Temporada regular
| Año     | Equipo  | PJ | PT | MPP  | %TC   | %3P  | %TL  | RPP | APP | ROB | TPP | PPP |
| ------- | ------- | -- | -- | ---- | ----- | ---- | ---- | --- | --- | --- | --- | --- |
| 2014-15 | Utah    | 15 | 0  | 10.6 | .420  | .350 | .833 | 1.2 | 1.0 | .3  | .0  | 5.3 |
| 2015-16 | Phoenix | 3  | 0  | 11.0 | .250  | .000 | .000 | .0  | 1.0 | 1.0 | .0  | 1.3 |
| 2015-16 | Memphis | 5  | 0  | 1.2  | 1.000 | .000 | .000 | .0  | .0  | .0  | .0  | .8  |
| Total   | Total   | 23 | 0  | 8.6  | .418  | .304 | .833 | .8  | .8  | .3  | .0  | 3.8 |